# Glenn Hoddle Academy
The Glenn Hoddle Academy (eller GHA) bildades 2008 av den före detta fotbollsspelaren Glenn Hoddle. Hoddle grundade akademien till minne av sin bror, Carl, tidigare spelare i  Tottenham Hotspur som avled vid 40 års ålder.